# Estació de la Floresta
|  | Per a l'estació de Rodalies de Catalunya del poble de la Floresta a les Garrigues vegeu Estació de la Floresta (Adif) |

La Floresta, també anomenada anteriorment La Floresta - Pearson, és una estació de la línia Barcelona-Vallès de Ferrocarrils de la Generalitat de Catalunya (FGC) on s'hi aturen trens de línies suburbanes S1 i S2, situada a la urbanització de la Floresta de Sant Cugat del Vallès a la comarca del Vallès Occidental.
L'estació va ser entrar en funcionament l'agost de 1925 per donar servei al nucli proper, malgrat que els trens ja circulaven des de 1917 en el recorregut Les Planes-Sant Cugat. L'estació va ser inaugurada amb el nom «La Floresta-Pearson» en honor de l'impulsor de la línia del Vallès. L'any 2016 va registrar l'entrada de 411.984 passatgers.
Aquesta estació s'ubica dins de la tarifa plana de l'àrea metropolitana de Barcelona, qualsevol trajecte entre dos dels municipis de l'àrea metropolitana de Barcelona valida com a zona 1.

## Serveis ferroviaris
| Línia Barcelona-Vallès de FGC |            |                        |            |                         |
| Procedència/Destinació        | <          | Línia                  | >          | Procedència/Destinació  |
| Barcelona - Pl. Catalunya     | Les Planes |                        | Valldoreix | Terrassa Nacions Unides |
| Barcelona - Pl. Catalunya     | Les Planes | Sabadell Parc del Nord | Valldoreix |                         |